# اس‌ای‌ان ژودل دی. ۱۴۰
اس‌ای‌ان ژودل دی. ۱۴۰ (به انگلیسی: SAN_Jodel_D.140_Mousquetaire) یک هواگرد ملخ‌پیشین تک‌موتوره از نوع تفریحی پنج‌نفره و هواپیمای تک‌باله ساخت شرکت Société Aeronautique Normande است. هواگرد اس‌ای‌ان ژودل دی. ۱۴۰ نخستین پروازش را در ۴ ژوئیه ۱۹۵۸ میلادی انجام داد. این هواگرد در سال ۱۹۵۸ میلادی رسماً معرفی گردید. در مجموع، تعداد 243 فروند از این هواگرد ساخته شده‌است.